# Acianthera miqueliana
Acianthera miqueliana es una especie de orquídea de la tribu Epidendreae. Es originaria de  los trópicos de Sudamérica. Se distribuye por Guyana, Surinam, Venezuela, Ecuador, Perú y Brasil.

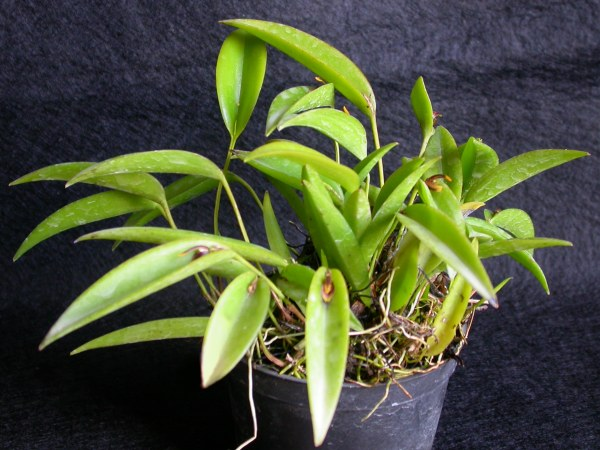
Vista de la planta

## Descripción
Se encuentra en los bosques húmedos en elevaciones de 100 a 200 metros como una planta rastrera, de pequeño tamaño y de hábito epífita, con un tallo cilíndrico de crecimiento erecto, delgado envuelto  por 2 a 3 vainas tubulares y que llevan una sola hoja erecta, apical, a suberecta, coriácea, de color verde claro, estrechamente ovadas, agudas, cuneadas abajo en la  base sésil. Florece en el otoño en una inflorescencia que surge a través de una espata en la base de la hoja.

## Taxonomía
Acianthera miqueliana fue descrita por (H.Focke) Pridgeon & M.W.Chase y publicado en Lindleyana 16(4): 244. 2001.
Etimología
Acianthera: nombre genérico que es una referencia a la posición de las anteras de algunas de sus especies.
miqueliana: epíteto
Sinonimia
- Specklinia miqueliana H.Focke (1849) (basónimo)
- Stelis miqueliana (H.Focke) Lindl. 1859
- Humboldtia miqueliana (H.Focke) Kuntze 1891
- Pleurothallis miqueliana (H.Focke) Lindl., Fol. Orchid. 9: 17 (1859).
- Pleurothallis fimbriata Lindl., Fol. Orchid. 9: 17 (1859).
- Humboldtia fimbriata (Lindl.) Kuntze, Revis. Gen. Pl. 2: 667 (1891).
- Pleurothallis longisepala Barb.Rodr., Vellosia, ed. 2, 1: 115 (1891).[1]